# モード・ゴン
モード・ゴン・マクブライド（英語: Maud Gonne MacBride、アイルランド語: Maud Nic Ghoinn Bean Mhic Giolla Bhríghde、1866年12月21日 – 1953年4月27日）、通称モード・ゴンはアイルランドの共和主義（リパブリカニズム）革命家、女性参政権運動家、女優である。イングランド系であるがアイルランドのナショナリズムに共鳴して活発な政治活動を行い、「アイルランドのジャンヌ・ダルク」と称された。1930年代には社会信用党の創設に携わり、クリフォード・ヒュー・ダグラスの社会信用論に基づく分配プログラムを促進しようとした。アイルランドの詩人ウィリアム・バトラー・イェイツは長年にわたってゴンに想いを寄せており、イェイツのナショナリズム的な芝居『キャスリーン・ニ・フーリハン』の上演では主演女優をつとめた。

## 来歴

### 生い立ち
1866年12月21日、イングランドのトンガムにて、軍人であるトマス・ゴンとイーディス・フリス・ゴンの間に生まれた。父の一家はポルトガルワインの輸入で財をなしていた。後にゴンが述べたことによると、父の先祖はアイルランドのメイヨー県の出身であった。1868年に父がアイルランドに駐在することになって一家で引っ越したが、母のイーディス・フリスは1871年にロンドンで出産に伴い亡くなった。ゴンは6歳の時にロンドンの親戚に預けられ、その後しばらくフランスに住んでいたため、英語と同様にフランス語が使いこなせるようになった。

### 政治活動への参画
1882年に父がダブリン駐在となり、ゴンもアイルランドに戻った。1886年にゴンはアイルランドのナショナリストとして活動するようになるが、父はこの年に亡くなっている。ゴンは女優を志していたが結核にかかり、1887年の夏に保養のためオーヴェルニュのロワイヤの温泉地に赴いた。フランスでゴンはジョルジュ・ブーランジェを支持している右翼ジャーナリストであるリュシアン・ミルヴォワイエと知り合い、既婚で16歳年上であったこの男性と恋に落ちた。この年の12月にゴンは1300ポンドを超える遺産を相続し、1888年にはブーランジェ運動関連の用務でロシアに赴いた。
ゴンはブロンズ色の眼と髪を持つ長身の女性で、ダブリンではその美貌で知られていた。1889年にゴンは初めてウィリアム・バトラー・イェイツに会い、イェイツはゴンに想いを寄せるようになった。イェイツは1891年、1899年、1900年、1901年に最低4回にわたってゴンに求婚したが、全て断られた。ゴンはもし自分と結婚したら詩作が滞るだろうと述べてイェイツをはねつけている。イェイツはゴンを主演女優に想定して戯曲『キャスリーン伯爵夫人』を執筆したが、本作は上演が行われないまま1892年に The Countess Kathleen and Various Legends and Lyrics の一部として刊行された。
1890年にゴンはミルヴォワイエとの間の息子ジョルジュ・シルヴェルを出産するが、翌年ジョルジュは死亡してしまった。息子を亡くしたゴンは悲しみに打ちひしがれ、イェイツの影響もあって一時期オカルトに傾倒した。イェイツのすすめでごく短い期間黄金の夜明け団にも参加した。神秘主義的な考えに影響を受けたゴンは、1893年にジョージの墓のすぐそばでミルヴォワイエと密会し、輪廻転生で亡き息子の魂が宿った子どもが生まれることを願って性交渉を持った。1894年8月にゴンとミルヴォワイエの間の娘イズールトが生まれた。イズールトはフランスのカルメル会修道院で教育を受け、世間にはゴンの姪や養女として照会されることもあったが、ダブリンではゴンが未婚で産んだ娘であることは広く知られていた。

### ナショナリズムと芸術活動
1890年代の間、ゴンはナショナリズムに関する活動のためイングランド、ウェールズ、スコットランド、アメリカ合衆国を広く旅し、「アイリッシュリーグ」 (L'association irlandaise) と呼ばれる組織を1896年に設立した。
第二次ボーア戦争の間、ゴンは他の少数のリパブリカンとともにボーア共和国を支持し、戦争にアイルランドがかかわることを批判するスピーチや新聞記事を刊行した。 
1890年代末には貧窮に苦しむアイルランドの小作農を支援する活動を開始した。1900年4月にゴンはヴィクトリア女王のアイルランド訪問計画にあわせて「飢饉の女王」("The Famine Queen") というタイトルの記事を『ユナイテッド・アイリッシュメン』の新聞に執筆した。この新聞は王立アイルランド警察隊に差し止められたが、ゴンの記事はアメリカの新聞に再掲載された。
同じ頃にゴンはイニニー・ナ・ヘーラン（アイルランドの娘たち）の設立を手助けしたが、この組織は政治的なナショナリズムのみならず、「アイルランドの人々の芸術的趣味と洗練に多大な悪影響を及ぼしているイングランドの影響とあらゆる方法で戦う」ことを目指した。この組織はアイルランド問題における女性の声として機能することを目指した。イニニー・ナ・ヘーランはフェミニズム的な組織であり、その主張には女性参政権なども含まれていた。
ゴンはこの頃までにはアイルランドのリパブリカンナショナリズムをはじめとする社会運動へのかかわりにより、「アイルランドのジャンヌ・ダルク」として知られるようになっていた。ゴンは政治演説における雄弁さで知られるようになり、新しいアイルランドのナショナリズム組織設立の活性化に一役買っていると評価された。
1902年4月、ゴンはイェイツの芝居『キャスリーン・ニ・フーリハン』の上演で主演をつとめた。この作品は1798年の蜂起を背景にしており、アイルランドの田舎に住む結婚を控えた青年のもとに不思議な老女が現れ、自分の手から奪われた土地を取り戻す手助けをしてほしいと求めるという物語である。この作品は「イェイツの革命的熱情の最高潮」であり、ナショナリストとして既に知られていたゴンは「息子たちの血を要求するアイルランドの具現」であった。この芝居は大当たりし、アイルランドのナショナリズムの高まりに大きな影響を与えた。

### 結婚とシン・フェイン
1903年2月にモードはカトリックに改宗し、イェイツやアーサー・グリフィス、家族の反対を押し切ってナショナリストのジョン・マクブライドと結婚した。

1890年から1910年の間頃のゴン

エドワード7世のダブリン訪問に抗議するため、アーサー・グリフィスやゴンは国民評議会 (National Council) を結成した。この活動の後も、国民評議会は地方議会におけるナショナリストの存在感を高めるための圧力団体として存続した。1905年11月28日に国民評議会の最初の年次大会が開かれ、グリフィスは反対したものの過半数が賛成して支部作りの開始と全国的な組織化が決議され、さらにグリフィスが現在はシン・フェインの政策として知られている「ハンガリー式」政策を提案した。通常、この会合がシン・フェイン党創設の日付と見なされている。
1904年1月にはジョンとの間に息子のショーン・マクブライドが生まれた。ショーン・マクブライドはのちに政治家として名をなし、1974年にノーベル平和賞を受賞している。
しかしながら1904年の終わりにはゴンとマクブライドとの結婚は暗礁に乗り上げ、離婚裁判が始まった。ゴンは家庭内暴力があったと述べており、イェイツによるとゴンとミルヴォワイエの間の娘で当時10歳か11歳くらいだったイズールトに対する性的虐待もあったという。この性的虐待の訴えは作り話ではないかという推測もあり、ゴンが提出した離婚の書類にもイズールト自身が書いた文章にもこの出来事に関する記載がないが、当時はこの種のことがらに関して抑圧があったことを考えると驚くようなことではなく、またのちにイズールトと結婚したフランシス・スチュアートは妻が自分にこの出来事について話していたと述べている。 ゴンは離婚裁判でこのことを直接訴えなかったが、夫のジョン・マクブライドは汚名を晴らすためこの件を法廷でとりあげて対処している。イェイツはイズールトが実際に被害にあったと主張しており、これに同意する伝記作者もいる。
離婚裁判は大きなスキャンダルになり、ダブリンで白い目で見られるようになったゴンは主にフランスで活動するようになった。イニニー・ナ・ヘーランの後身組織であるクマン・ナ・マンの影響力を高めるべく英国赤十字社との協力を模索し、ジュネーヴの赤十字社に手紙を書いたこともある。

### リパブリカン運動
1916年のイースター蜂起にかかわったことでジョン・マクブライドが処刑されたため、ゴンはアイルランドに帰国して永住しても安全であると判断したという。この年、50代のイェイツはふたたびモード・ゴンに求婚し、断られると今度は娘のイズールトに求婚した。イズールトは一度は求婚を真面目に考えたが、イェイツは自分を本当には愛しておらず、母も動揺するだろうと考えて断った。イェイツはイズールトをかわがっていたため、ダブリンではイズールトの父親はイェイツであるという噂すらあった。 

1917年にモード・ゴンはアイルランドに帰国した。1918年には親ドイツ的な陰謀にかかわったという疑いで逮捕されてロンドンに送られたが、友人たちによる運動の末、結核の再発もあって釈放され、ダブリンに戻った。ゴンは災害などの被害を受けた地域を救援を行うアイルランド白十字の活動にもかかわっていた。

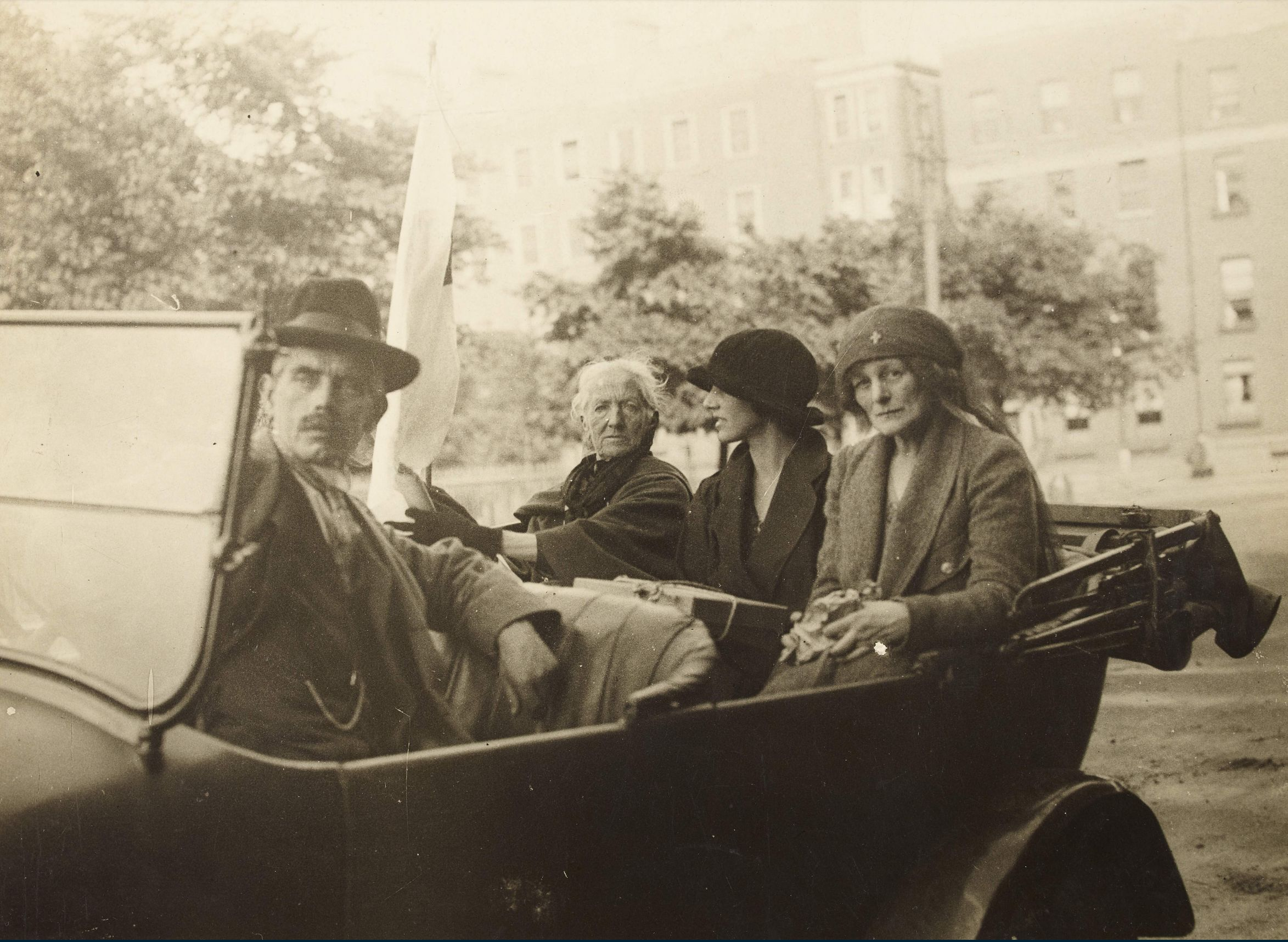
1922年7月、ダブリンで救援事業のメンバーと一緒にいるモード・ゴン（右端）

1921年の英愛条約締結にあたっては、ゴンは最初はアーサー・グリフィスの意向に沿って受け入れる姿勢を示したが、グリフィスの死後は反対に転じた。 
ゴンは1922年に友人のシャーロット・デスパードとともにダブリン郊外のクロンスキーに家を買い、ジャム工場などの事業を興して困窮したリパブリカンに職を提供した。ゴンはアイルランド自由国政府を激しく非難したため、1923年に逮捕されている。

### 社会信用党
ゴンは1930年代にはアイルランドにおける通貨制度改革運動に活発にかかわり、1932年に設立された財政自由連盟 (Financial Freedom Federation) から発展して1935年末にできたアイルランド社会信用党の中心メンバーとなった。社会信用党は社会信用論の創始者クリフォード・ヒュー・ダグラスが戦間期に提唱した改革を実施することでアイルランドの財政や経済システムを改革することを目指していた。1936年に『アイリッシュ・インデペンデント』紙上でゴンはアーネスト・ブライズの社会信用論批判に反論した。
1930年代にゴンはソビエト・ロシア友の会にかかわった。インドの独立運動家スバス・チャンドラ・ボースが1936年にアイルランドを訪問した際には会って一緒に写真撮影をしている。
1938年には自伝『女王のしもべ』(A Servant of the Queen) を刊行したが、これは古代のアイルランド女王キャスリーン・ニ・フーリハンに寄せる想いを示している一方、著者がアイルランドのナショナリズムを奉じてイギリスの君主制を拒否していることからすると皮肉もこめられたタイトルである。

ゴンはファシズムと共産主義の両方にアイルランドにとって見習うべきところがあると考えていたが、第二次世界大戦中は反英感情ゆえにドイツに同情的であった。

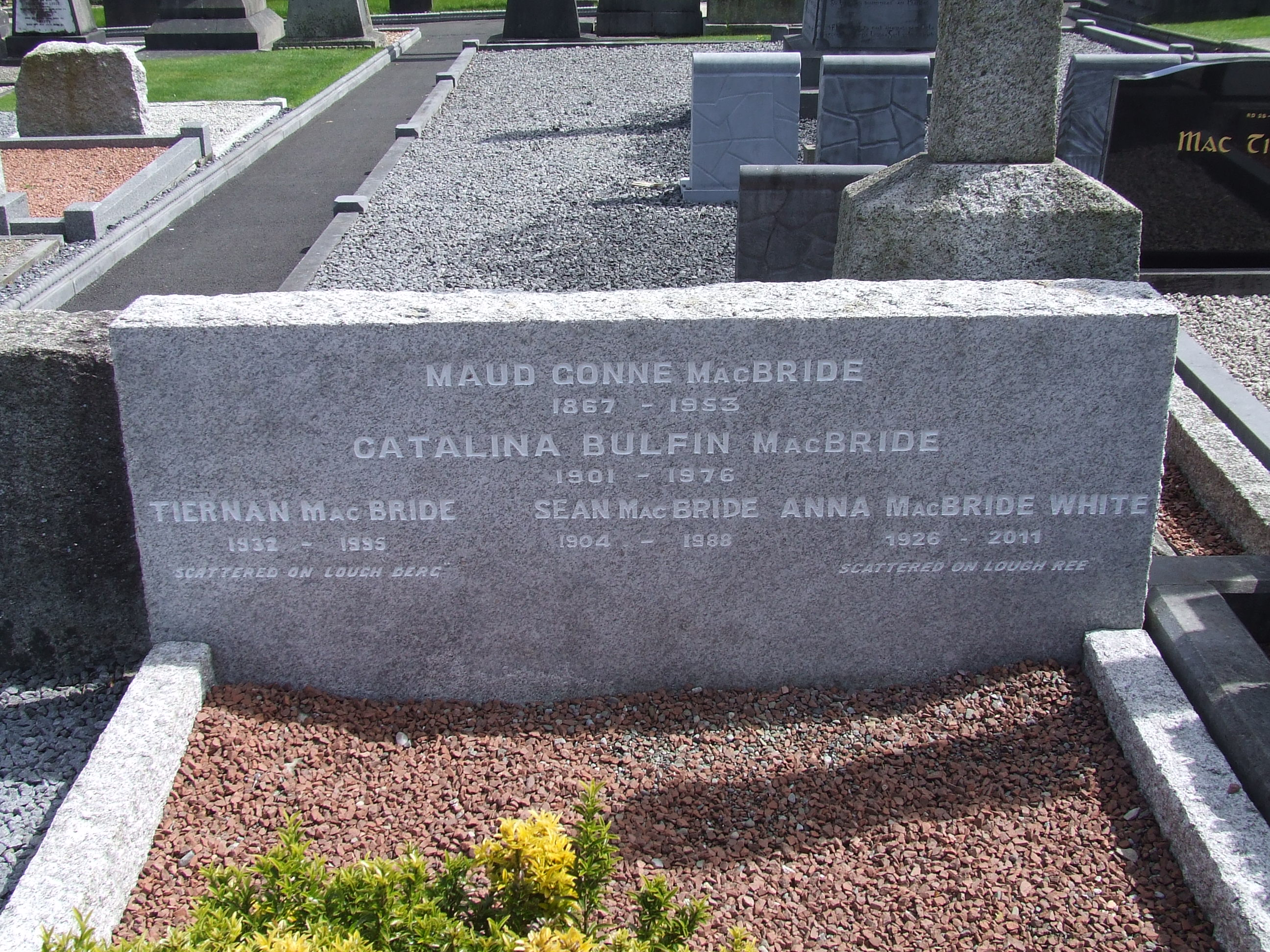
グラスネヴィンにあるモード・ゴンの墓（2015年5月）

晩年はクロンスキーで過ごした。1953年4月27日にクロンスキーで86歳で亡くなり、ダブリンのグラスネヴィン・セメタリーに葬られた。イゾールトはゴンの遺書では正式な娘として触れられておらず、これはゴンとミルヴォワイエの関係を表沙汰にしたくなかった父違いの弟ショーン・マクブライドの圧力ではないかとも考えられている。イゾールトは1年たたないうちに心臓病で亡くなった。

## 思想
ゴンは社会主義と右派的な思想の間で揺れ動いていたが、常にアイルランドのナショナリストであった。また、フェミニストでもあった。
ゴンは自伝で、自分は基本的には平和主義者であるが、イングランドが戦いを仕掛けるなら応じると述べている。
ゴンは反ユダヤ主義的な思想を有していた。歴史家のデイヴィッド・ジョージ・ボイスはゴンを「騒々しいくらい反ユダヤ主義的」だったと述べている。ゴンの反ユダヤ主義やフリーメイソンへの偏見はミルヴォワイエの影響であると考えられる。

## イェイツのミューズ
ゴンはイェイツが長きにわたって想いを寄せていたミューズとして有名である。"This, This Rude Knocking"のような詩はゴンが着想のもとになっている。『キャスリーン伯爵夫人』と『キャスリーン・ニ・フーリハン』はゴンのために書かれた芝居である。2作目の書籍以降、イェイツはゴンを『薔薇物語』の薔薇、トロイのヘレン、レダ、キャスリーン・ニ・フーリハン、アテーナー、デアドラなどになぞらえてその美しさを称えている。
イェイツの1893年の詩 "On a Child's Death" はゴンの息子ジョルジュの死に寄せるものであるが、イェイツはジョルジュは養子だと思っていた。この詩はイェイツの生前には発表されず、研究者は詩の出来にむらがあるので自作としたくなかったのではないかと推測していえる。

## 著作
- A Servant of the Queen Dublin, Golden Eagle Books Ltd. (ISBN 9780226302522, 1995 reprint)